# Landkreis Markt Eisenstein
Der Landkreis Markt Eisenstein (tschech. Okres Železná Ruda) wurde in Folge des Münchner Abkommens mit der erzwungenen Abtretung des Sudetenlandes gebildet. Von 1939 bis 1945 gehörte er zum bayerischen Regierungsbezirk Niederbayern und Oberpfalz. Sitz der Verwaltung des Landkreises war Markt Eisenstein (tschech. Železná Ruda).

## Geschichte
Das Münchner Abkommen vom 30. September 1938 wurde vom deutschen Reichskanzler Adolf Hitler, dem britischen Premierminister Neville Chamberlain, dem französischen Ministerpräsidenten Édouard Daladier und dem italienischen Diktator Benito Mussolini geschlossen. Die Tschechoslowakei und die mit ihr verbündete Sowjetunion waren zu der Konferenz nicht eingeladen. Das Abkommen bestimmte, dass die Tschechoslowakei das Sudetenland an das Deutsche Reich abtreten und binnen zehn Tagen räumen musste. Der Einmarsch der Wehrmacht begann am 1. Oktober 1938. 
Am 21. November 1938 wurde das Sudetenland in das Deutsche Reich eingegliedert.
Auf Grund des § 3 „Gesetz über die Gliederung der sudetendeutschen Gebiete vom 25. März 1939“ wurde ein Gebietsstreifen des annektierten Sudetenlandes dem Land Bayern, Regierungsbezirk Niederbayern und Oberpfalz, mit Wirkung vom 15. April 1939 angegliedert. Daraus wurden drei Landkreise gebildet, darunter der Landkreis Markt Eisenstein. Er umfasste:
- 3 Städte: Markt Eisenstein, Neuern, Neumark
- 55  Gemeinden.

Sein Territorium war im Oktober 1938 von vier politischen Bezirken und sechs Gerichtsbezirken des Landes Böhmen der Tschechoslowakei abgetrennt worden. Drei dieser Bezirke gehörten seit Mitte März 1939 zum Protektorat Böhmen und Mähren.
Das Kreisgebiet umfasste zwei Gemeinden des Gerichtsbezirks Klattau (Klatovy) und den Gerichtsbezirk Neuern (Nyrsko) (ohne die Gemeinde Úborsko) der Bezirkshauptmannschaft Klattau mit 31 Gemeinden, darunter die neugebildete Gemeinde Silberberg; 11 Gemeinden des Gerichtsbezirks Taus (Domažlice) und 10 Gemeinden des Gerichtsbezirks Neugedein (Kdyně) der Bezirkshauptmannschaft Taus; zwei Gemeinden des Gerichtsbezirks Ronsperg (Poběžovice) der Bezirkshauptmannschaft Bischofteinitz (Horšovský Týn) und zwei Gemeinden des Gerichtsbezirks Hartmanitz (Hartmanice) der Bezirkshauptmannschaft Schüttenhofen (Sušice). Zum 15. Juli 1939 wurde im Wege einer Grenzbegradigung die Ortschaft Nimvorgut aus dem Landkreis Bischofteinitz in die Gemeinde Possigkau des Kreises Markt Eisenstein umgegliedert.
Zum 1. Juli 1940 wurden die elf Gemeinden Babilon, Böhmisch Kubitzen, Chodenschloß, Grafenried, Haselbach, Hochofen, Klentsch, Mauthaus, Meigelshof, Possigkau und Wassersuppen in den Landkreis Waldmünchen eingegliedert.
Nach der Kapitulation im Mai 1945 wurde das Kreisgebiet sofort wieder der Tschechoslowakei zugeordnet. Im Rahmen der Vertreibung der Deutschen aus der Tschechoslowakei wurden auch die meisten deutschsprachigen Einwohner des Landkreises vertrieben.

## Landräte
1938–1939: ?
1940–1942: Hermann Lippert
1942–1943 Karl Schedel vertretungsweise
1943–1945: August Reimann (kommissarisch)

## Städte und Gemeinden
( vorherige Gerichtsbezirke: Ha - Hartmanitz, Kl - Klattau, Ne - Neuern, Ng - Neugedein, Ro - Ronsperg, Ta - Taus )
- Babilon Ta zum 1. Juli 1940 in den Landkreis Waldmünchen
- Bistritz an der Angel Ne
- Böhmisch Kubitzen Ta zum 1. Juli 1940 in den Landkreis Waldmünchen
- Chodenschloß Ta zum 1. Juli 1940 in den Landkreis Waldmünchen
- Chudiwa Ne
- Depoldowitz Ne
- Deschenitz Ne
- Diwischowitz Ne
- Donau Ng
- Dorf Eisenstein Ne
- Eisenstraß Ne
- Flecken Ne
- Freihöls Ne
- Friedrichsthal Ne
- Fuchsberg Ne
- Fürthel Ng
- Gesen Kl
- Glashütten Ne
- Grafenried Ro zum 1. Juli 1940 in den Landkreis Waldmünchen
- Grün Ne
- Hadruwa Ne
- Haidl am Ahornberg Ha
- Hammern Ne
- Haselbach Ta zum 1. Juli 1940 in den Landkreis Waldmünchen
- Heuhof Ne
- Hinterhäuser Ne
- Hirschau Ng
- Hochofen Ta zum 1. Juli 1940 in den Landkreis Waldmünchen
- Holletitz Ne
- Hoslau Ne
- Kaltenbrunn Ng
- Klentsch Ta zum 1. Juli 1940 in den Landkreis Waldmünchen
- Kohlheim Ne
- Krotiw Ne
- Markt Eisenstein Ne
- Mauthaus Ro zum 1. Juli 1940 in den Landkreis Waldmünchen
- Maxberg Ng
- Meigelshof Ta zum 1. Juli 1940 in den Landkreis Waldmünchen
- Millik Ne
- Mottowitz Ne
- Nemschitz Kl
- Neuern Ne
- Neumark Ng
- Nimvorgut Ta 1939 wieder nach Possigkau eingemeindet
- Olchowitz Ne
- Petrowitz an der Angel Ne
- Plöß Ne
- Possigkau Ta zum 1. Juli 1940 in den Landkreis Waldmünchen
- Prennet Ta
- Sankt Katharina Ne
- Schießnetitz Ne
- Schneiderhof Ng
- Seewiesen Ha
- Silberberg Ng 1938 abgetrennt von Pocinovice
- Springenberg Ng
- Starlitz Ne
- Todlau Ne
- Vollmau Ta
- Wassersuppen Ta zum 1. Juli 1940 in den Landkreis Waldmünchen